# Isak Sahlmoon
Isak Sahlmoon, född 1 november 1693, död 2 februari 1758, var en svenskt hovrättsråd och  lagman.

## Biografi
Sahlmoon föddes 1693 och var son till kyrkoherden Isaac Salmonius och Christina Livonius i Färentuna församling. Sahlmoon blev på 1700-talet auskultant vid Stockholms rådhusrätt, landsfiskal 1719 och advokatfiskal vid Livländska hovrätten 10 mars 1720. Han blev på 1720-talet advokatfiskal vid amiralitetskommisionen och Defensionskommissionen. Den 1 april 1732 blev han assessor i Göta hovrätt och hovrättsråd 1 december 1735. Han blev 4 februari 1747 lagman i Östergötlands lagsaga vilken tjänst han sedan hade intill sin död 1758.

### Familj
Sahlmoon gifte sig första gången med Brita Christina Westerling. Han gifte sig andra gången med Ewa Juliana von Roland. Hon var dotter till majoren Carl von Roland.